# 21275 Tosiyasu
21275 Tosiyasu è un asteroide della fascia principale. Scoperto nel 1996, presenta un'orbita caratterizzata da un semiasse maggiore pari a 2,1759820 UA e da un'eccentricità di 0,1845161, inclinata di 1,15212° rispetto all'eclittica.